# Památník horolezců zahynulých v Peru
Památník horolezců zahynulých v Peru (Památník Život) je socha umístěná v Praze 10 – Strašnicích v parku v ulici V Úžlabině, na hranici se čtvrtí Malešice.

## Historie
Památník nazývaný také „Život“ vznikl na památku patnácti českých horolezců, kteří zahynuli roku 1970 v Peru při horolezecké výpravě na horu Huascarán. Jeden člen výpravy zemřel již 18. května na túře pod horou Huandoy při pádu z třicetimetrové výšky. Zemětřesení, které vypuklo 31. května, z nejvyšší hory strhlo masu ledu a kamení a tato lavina zasáhla v 15:23 místního času základní tábor expedice, kde zahynulo zbylých čtrnáct členů výpravy i s chilským průvodcem.
Památník od akademického sochaře Miloslava Hejného stojí v parku od roku 1972. Je věnován tragické expedici a především autorovu příteli sochaři Valeriánu Karouškovi, který byl jedním z členů výpravy. Socha má připomínat horu nebo orla a navozovat pocit padající masy.

## Popis
Socha z hořického pískovce stojí v parku na zatravněné ploše. Její výška je 265 cm, šířka 230 cm a hloubka 200 cm. Povrch je poškozen barvou, tmel mezi díly sochy je vypadaný a místy se vyskytuje lišejník. Galerie hlavního města Prahy vede sochu pod inventárním číslem VP-208.
Nápis
```
IN MEMORIAM ČS. HOROLEZECKÉ VÝPRAVY - PERU 1970
```